# Burni Jerang Belanga
Burni Jerang Belanga är ett berg i Indonesien.   Det ligger i provinsen Aceh, i den västra delen av landet, 1 600 km nordväst om huvudstaden Jakarta. Toppen på Burni Jerang Belanga är 2 306 meter över havet, eller 238 meter över den omgivande terrängen. Bredden vid basen är 2,9 km.
Terrängen runt Burni Jerang Belanga är kuperad åt sydost, men åt nordväst är den bergig. Runt Burni Jerang Belanga är det mycket glesbefolkat, med 2 invånare per kvadratkilometer. I omgivningarna runt Burni Jerang Belanga växer i huvudsak städsegrön lövskog.